# Leopoldo III del Belgio
Leopoldo III del Belgio (nome completo Leopold Philippe Charles Albert Meinrad Hubertus Marie Miguel de Saxe-Cobourg-Gotha; Bruxelles, 3 novembre 1901 – Woluwe-Saint-Lambert, 25 settembre 1983) principe del Belgio, duca di Brabante, fu re dei Belgi dal 17 febbraio 1934 al 16 luglio 1951 quando abdicò in favore del figlio Baldovino.
Leopoldo III viene oggi ricordato come uno dei principali eroi del Belgio durante la prima guerra mondiale per il grande coraggio dimostrato scendendo in prima linea al fianco dei soldati del padre, ma è pure ricordato per essere stato una delle figure più politicamente controverse del panorama europeo durante la seconda guerra mondiale, quando il suo carattere autocratico lo rese inviso al governo del paese e gran parte della sua popolazione, oltreché alle potenze alleate europee.

## Biografia

### Infanzia

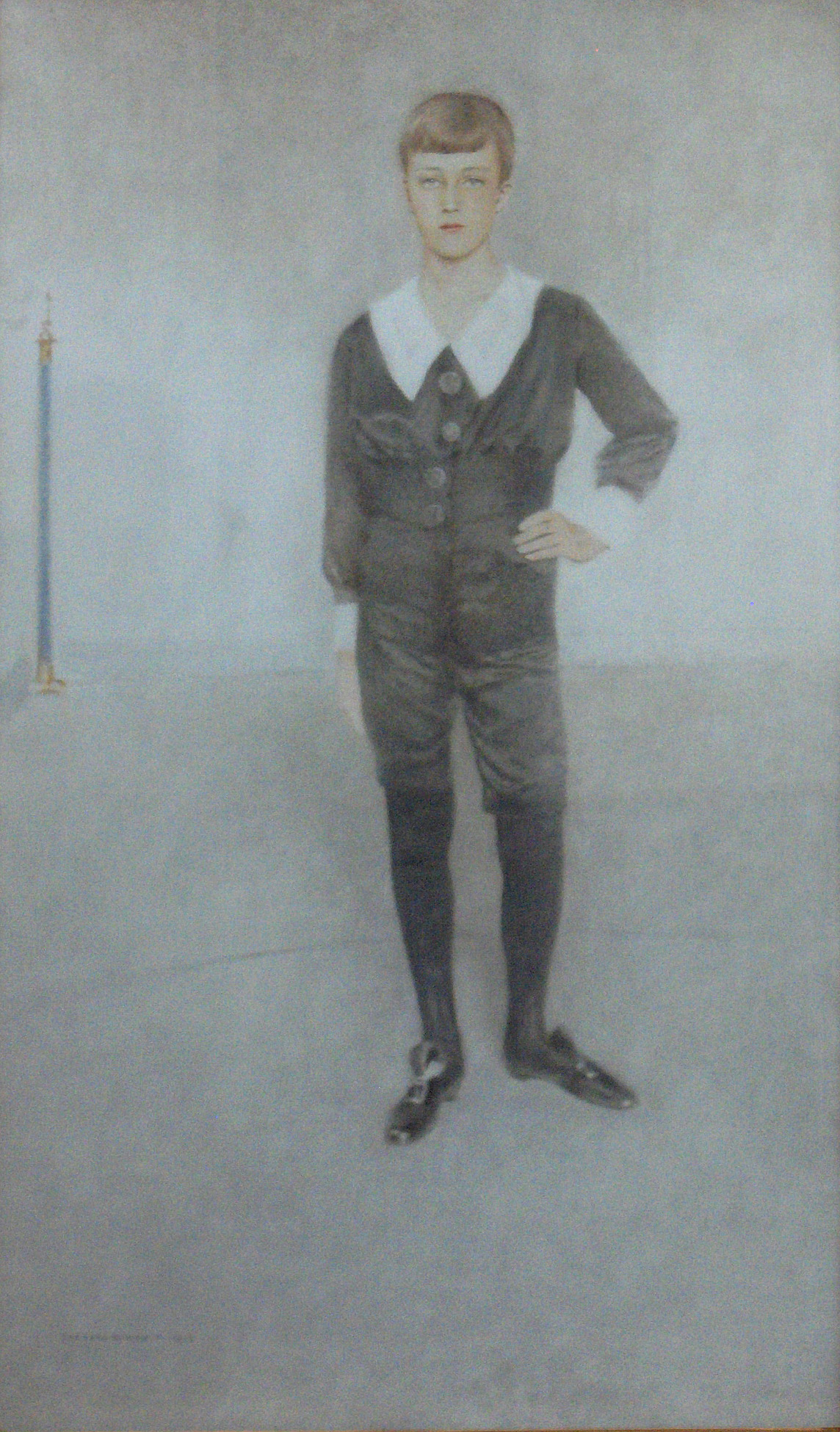
Leopoldo III in giovane età

Leopoldo, figlio del principe ereditario Alberto del Belgio e di sua moglie, la principessa Elisabetta di Wittelsbach, nata duchessa in Baviera, nacque il 3 novembre 1901 nel Quartier Léopold a Bruxelles dove i suoi genitori vivevano in un palazzo accanto alla chiesa di San Giuseppe, edificio che oggi ospita il Consiglio di Stato belga.
Il giovane principe crebbe con i fratelli minori Carlo Teodoro e Maria José, in un ambiente famigliare amorevole e stimolante. I genitori, da amanti della cultura quali erano, trasmisero ai figli la passione per il sapere, dando loro un tipo di educazione non convenzionale, fatta di frequenti viaggi all'estero e di numerose letture, sia classiche sia contemporanee. I tre fratelli erano sempre circondati da musicisti, scrittori e scienziati, per la maggior parte amici intimi dei genitori stessi.
Quando suo padre divenne re del Belgio nel 1909, Leopoldo, in qualità di principe ereditario, incominciò subito a presenziare pubblicamente a fianco del nuovo sovrano, cui fu particolarmente vicino durante gli anni della prima guerra mondiale. Con grande spirito di sacrificio personale, che gli valse a vita la stima e l'ammirazione del suo popolo, ad appena 13 anni, il giovane erede al trono chiese di essere arruolato nelle file dell'esercito belga, ottenendo di essere inquadrato nel 12º battaglione di fanteria di linea con il quale prese parte alla Grande Guerra.
Al termine del conflitto, nel 1918, si iscrisse all'Università St. Anthony Seminary di Santa Barbara in California, avendo quindi l'opportunità di studiare all'estero. Durante questo periodo, dal 23 settembre al 13 novembre 1919, il giovane principe Leopoldo affiancò ufficialmente la famiglia recatasi in visita di stato negli Stati Uniti.

### Primo matrimonio

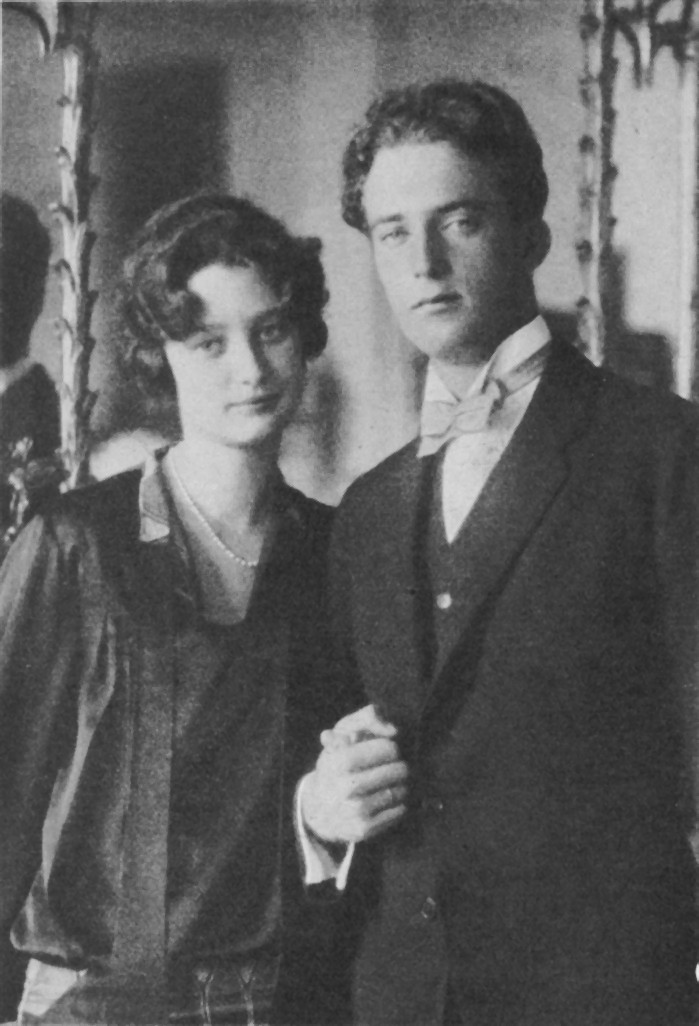
Leopoldo del Belgio con la prima moglie, Astrid di Svezia, in una fotografia del 1926

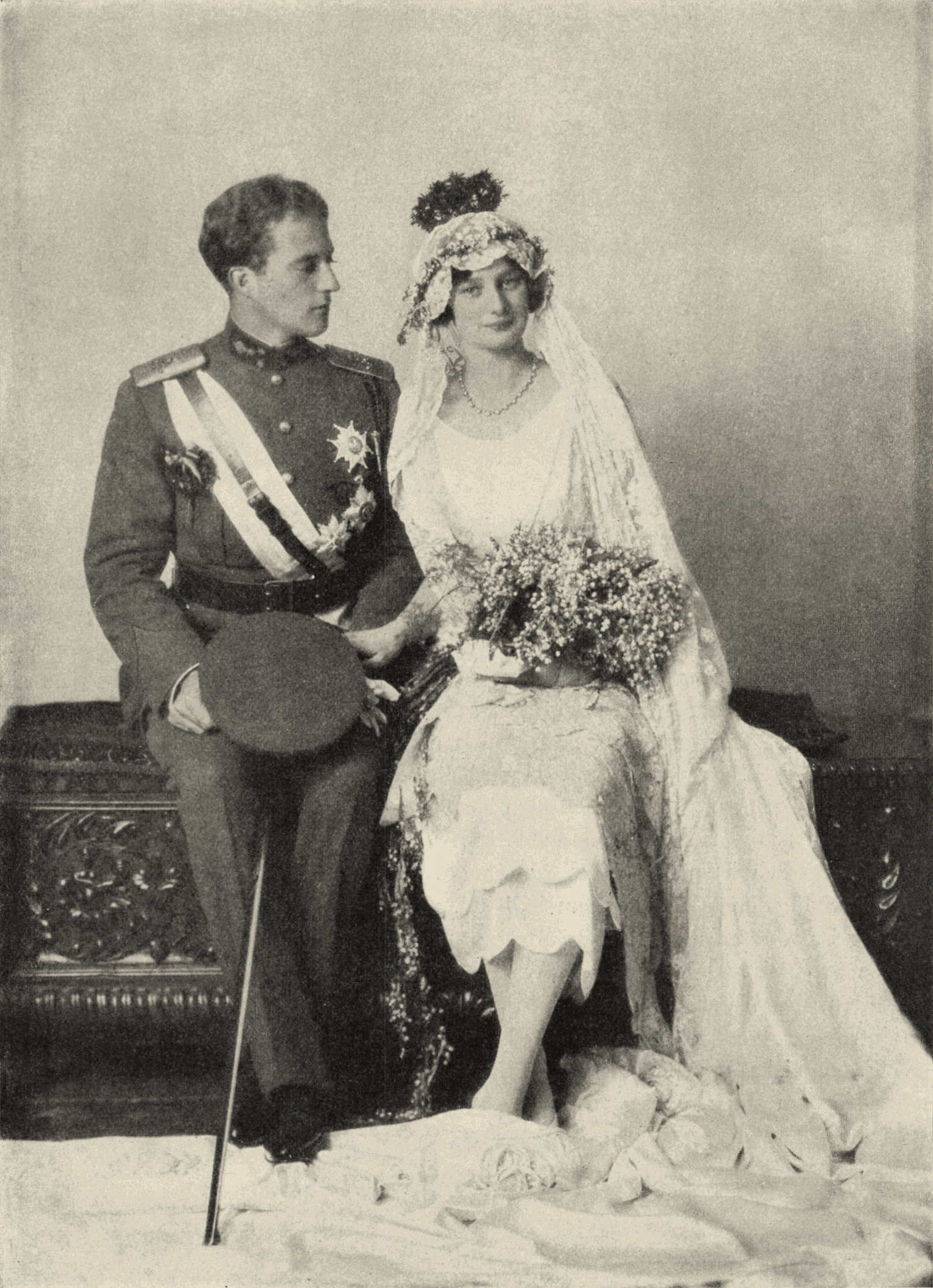
Astrid di Svezia e Leopoldo nel giorno del loro matrimonio.

Tornato in madrepatria, nel 1926 sposò la principessa Astrid di Svezia, figlia del principe Carlo di Svezia e nipote di re Gustavo V. Il matrimonio ebbe luogo il 10 novembre dello stesso anno e ne nacquero tre figli. La toccante storia d'amore tra i due coniugi si concluse però tragicamente nell'agosto del 1935 quando, in un incidente d'auto in cui rimase ferito lo stesso Leopoldo, re da pochi mesi, la giovane regina perse la vita.

### Ascesa al trono tra le due guerre
Leopoldo divenne re dei belgi nel 1934, alla morte del padre Alberto I, avvenuta a causa di un incidente alpinistico.
L'ascesa al trono di Leopoldo III avvenne in un periodo drammaticamente teso della storia europea. Già suo padre si era preoccupato per il crescente potere che Adolf Hitler e il partito nazista andavano acquisendo in Germania sfruttando il generale risentimento nazionale verso le potenze vincitrici, ma su pressione del movimento conservatore fiammingo e per antipatia nei confronti del fronte popolare francese di Léon Blum (giugno 1936 - aprile 1938), il governo e il giovane sovrano proclamarono nel luglio del 1936 la neutralità del Belgio, rifiutando di rinnovare qualsiasi tipo di alleanza con i paesi a fianco dei quali il Belgio aveva combattuto durante la Grande Guerra, nell'illusoria convinzione di essere in grado di difendersi autonomamente in caso di un nuovo conflitto.
Tra le conseguenze dell'atto di neutralità la più importante sarebbe stata la sospensione di qualsiasi tipo di collaborazione tra il personale militare francese e quello belga, anche se dal 28 marzo 1939 (all'alba dello scoppio della seconda guerra mondiale) si ebbero dei contatti segreti tra il generale van Overstraeten, consigliere militare del re, e lo stato maggiore francese, con la piena approvazione di Leopoldo III. Contatti che però non tardarono a essere scoperti dalla Germania grazie a una rete di spie già attive in Belgio a partire dalla presa di potere da parte di Hitler.

### Seconda guerra mondiale

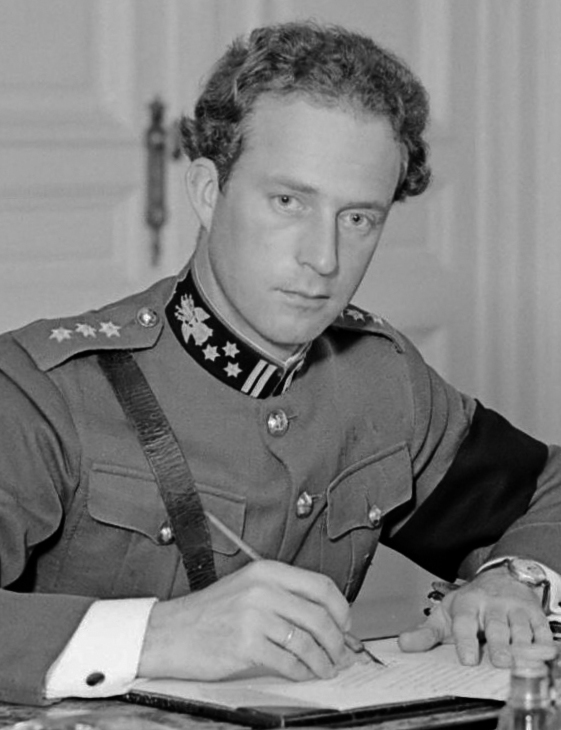
Leopoldo III nel 1934.

Il 10 maggio 1940 la Germania decise di invadere il Belgio, violandone la neutralità. L'esercito belga era comunque già schierato su un'area di 500 chilometri lungo le Ardenne con circa 650.000 effettivi, oltre a una riserva di 200.000 uomini di età compresa tra i 16 e i 20 anni, per un totale quindi di circa 850.000 militari, una forza enorme, pari grossomodo al dieci per cento della popolazione di un paese che all'epoca contava appena 8 milioni di abitanti.
La grande mobilitazione belga non fu tuttavia sufficiente ad arrestare la potente ondata tedesca, che già dal primo giorno riuscì a conquistare le fortificazioni di confine senza che le truppe francesi o inglesi avessero il tempo di schierarsi. Ciò nonostante, la strenua resistenza opposta dall'esercito belga, pur se in evidente inferiorità numerica e di armamenti, permise alla British Expeditionary Force di organizzarsi senza essere attaccata dai tedeschi sulla costa meridionale dandole modo di intervenire per prima a fianco dell'alleato. Tuttavia, di lì a breve, le truppe belghe e i soldati francesi e inglesi vennero accerchiati dalle forze tedesche a Dunkerque. 
Mentre Leopoldo III, il 25 maggio, notificava con un telegramma al re inglese Giorgio VI che le forze armate belghe erano sull'orlo di capitolare se non fossero intervenuti ulteriori aiuti militari in loro soccorso, il concreto timore del primo ministro belga Hubert Pierlot era la prospettiva della nascita di un governo fantoccio retto nominalmente dal monarca belga ma in realtà sottomesso all'autorità tedesca, il che sarebbe risultato un atto di tradimento nei confronti del popolo. Leopoldo III, in una lettera ai suoi ministri, aveva infatti chiarito che egli sarebbe rimasto comunque in Belgio nonostante il precipitare degli eventi: "Qualsiasi cosa succeda, io devo seguire il destino delle mie truppe". Fu questo il culmine di una lunga e difficile relazione tra Leopoldo e i suoi ministri, dal momento che egli prese ad agire senza consultarsi con essi andando ben oltre i limiti postigli dalla costituzione.
Dopo la sconfitta, come paventato, Leopoldo III si rifiutò di seguire il "suo" governo in esilio, dapprima a Parigi e poi a Londra, firmando la resa il 28 maggio 1940, nonostante l'opposizione del ministro degli affari esteri Paul-Henri Spaak e del primo ministro Hubert Pierlot che ne sostennero la nullità, in quanto la competenza politica era di spettanza del governo belga e non della corona. Il primo ministro belga parlò infatti alla radio francese denunciando la decisione sovrana di arrendersi contro le norme della costituzione belga, dal momento che non si trattava di una mera decisione militare ma di un atto politico che non aveva ricevuto il consenso né dei ministri né del governo. Pierlot e il suo governo iniziarono così ad avanzare il tema dell'impossibilité à régner che segnerà Leopoldo anche dopo la fine del conflitto. La costituzione belga infatti recitava:
Va però notato che, data la situazione, non fu comunque possibile al governo belga convocare in Francia, e poi nel Regno Unito, il Senato e la Camera in seduta plenaria, e che del tutto impossibile sarebbe stata la nomina a reggente di un altro membro della famiglia reale.
Intanto la notizia della capitolazione firmata da Leopoldo III faceva il giro del mondo, attirandogli l'accusa di tradimento da parte del primo ministro francese Paul Reynaud, mentre Winston Churchill così la commentava alla Camera dei Comuni il 4 giugno 1940:
Dopo la firma della resa, Leopoldo III si consegnò ai tedeschi che lo confinarono nel castello di Laeken. Durante questo periodo di prigionia il sovrano belga, che sin dalla capitolazione aveva desiderato un incontro personale con Adolf Hitler, riuscì finalmente a incontrare il Führer il 19 novembre 1940, i due discussero circa il futuro del Belgio dopo l'occupazione nazista, ma la "visione" politica di Hitler non comprendeva una possibile indipendenza del paese. La decisione da parte di Hitler di rendere pubblici i contenuti di questo incontro privato, seppur non intenzionalmente, evitò comunque che il re dei Belgi venisse considerato a guerra finita un cooperante della Germania nazista e che fosse obbligato ad abdicare.

### Secondo matrimonio
L'11 settembre 1941, mentre era prigioniero dei tedeschi, Leopoldo sposò segretamente Mary Lilian Baels con una cerimonia religiosa nella cappella del castello di Laeken, alla presenza della regina madre Elisabetta di Baviera, di Henri Baels, padre della sposa, e del cardinale Jozef-Ernest Van Roey, arcivescovo di Malines e primate del Belgio, il che violava di fatto la legge belga che prevedeva che il matrimonio religioso fosse preceduto da quello civile. Lilian ebbe il titolo non ufficiale di "principessa de Réthy" e si convenne che i figli che Leopoldo avrebbe avuto da lei sarebbero stati esclusi dalla successione al trono. Sebbene si fosse inizialmente previsto di posticipare il matrimonio civile alla fine della guerra, l'immediata gravidanza della nuova moglie rese improrogabile il matrimonio civile, che ebbe luogo il 6 dicembre dello stesso anno.
Il matrimonio civile venne reso pubblico dal cardinale Van Roey in una lettera pastorale letta in tutte le chiese del Belgio nel mese di dicembre 1941. In Belgio le reazioni furono opposte: alcuni mostrarono simpatia per la nuova coppia, inviando fiori e messaggi di congratulazioni al castello di Laeken, mentre altri sostennero che il matrimonio era incompatibile con lo status di prigioniero di guerra del re e con il suo dichiarato desiderio di condividere la sorte del suo popolo, o che il nuovo matrimonio fosse un tradimento della memoria della regina Astrid, bollando Lilian come intrigante scalatrice sociale.

### Testamento politico

Un prototipo di vettura elettrica della Bugatti, guidata da Ettore Bugatti e da re Leopoldo III

Il governo in esilio, durante la guerra, fu assillato dal problema di trovare un qualche compromesso con Leopoldo III che permettesse una riconciliazione al termine del conflitto e, nel gennaio del 1944, incaricò a questo scopo il genero del primo ministro Pierlot di consegnare una missiva al sovrano. L'emissario venne però ucciso dai tedeschi prima di poter consegnare il messaggio, il che, considerati i precedenti, fece credere che Leopoldo lo avesse intenzionalmente ignorato, tantopiù che nello stesso periodo il re aveva scritto un suo controverso Testamento Politico.
In questo documento il sovrano belga, temendo di non assistere alla liberazione del Belgio, tradiva il proprio scetticismo nei confronti della Resistenza belga e paventava il timore che una nuova e diversa occupazione si sostituisse a quella tedesca, inoltre denunciava i trattati conclusi dal governo in esilio a Londra, in particolare quello economico sottoscritto con gli Stati Uniti d'America che permetteva lo sfruttamento delle miniere di uranio nel Congo belga.
Quando il governo belga, a guerra finita, venne a conoscenza del Testamento, superata una prima imbarazzata sorpresa e un certo risentimento, decise di non renderlo pubblico e tentò di ignorarlo completamente, in parte per timore di favorire altrimenti la crescita del sostegno popolare al partito comunista. Churchill, invece, commentò parafrasando Talleyrand: "Leopoldo è come i Borboni, non ha imparato niente e ha dimenticato tutto".

### Deportazione e esilio

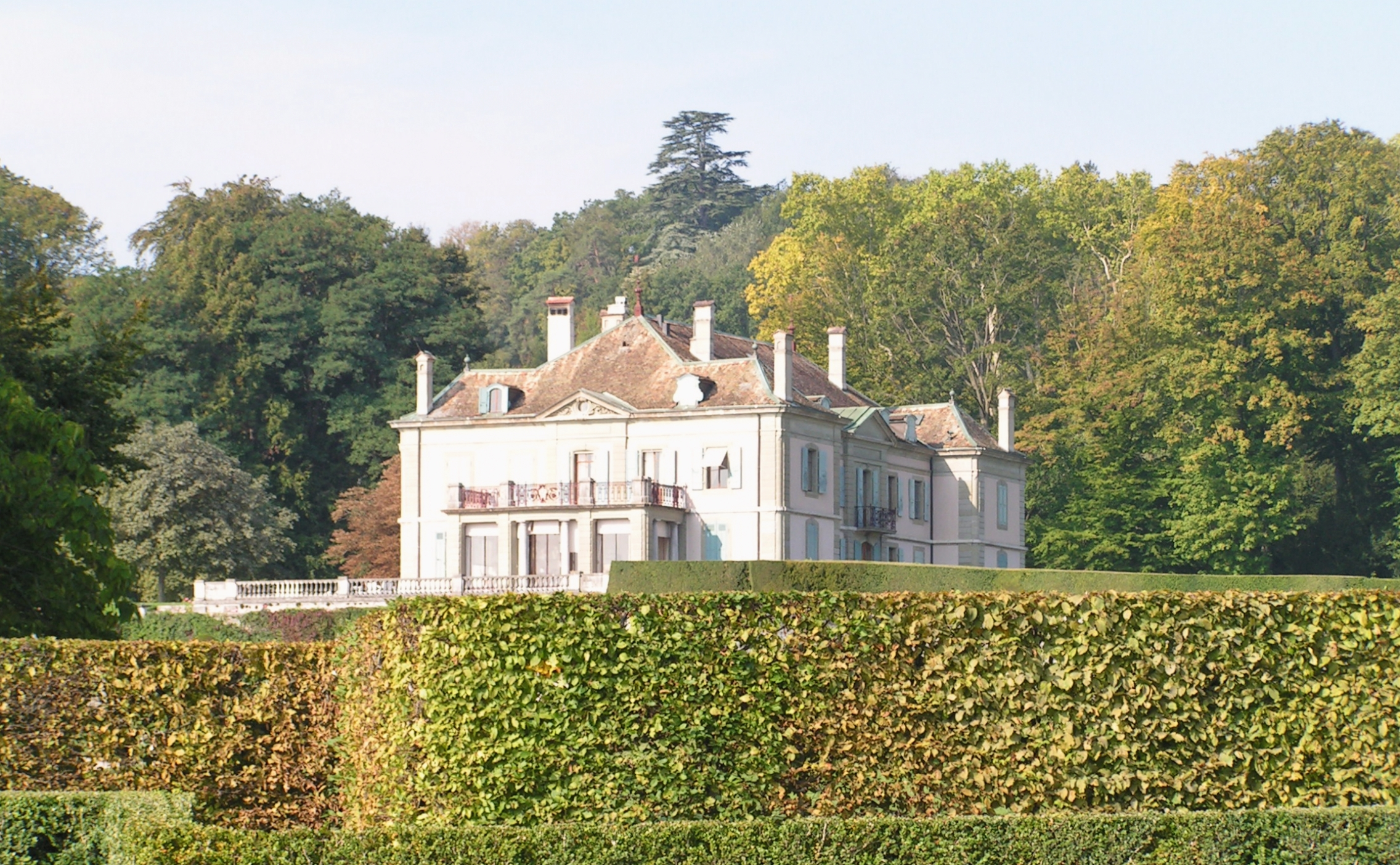
Villa Le Reposoir a Pregny-Chambésy, in Svizzera, ove Leopoldo III visse in esilio con la sua famiglia dal 1945 al 1950

Leopoldo III, sentito sempre più dai nazisti come una figura pericolosa, venne prelevato dal palazzo reale di Bruxelles nel 1944 con tutta la famiglia su ordine di Heinrich Himmler e venne portato prigioniero dapprima al forte di Hirschstein, in Sassonia, ove rimase dal giugno 1944 al marzo 1945 per poi passare al campo di concentramento a Strobl, in Austria.
I governi britannico e statunitense erano preoccupati per le sorti del re e della sua famiglia, ma anche per un suo possibile ritorno al trono dopo la fine della guerra. Charles W. Sawyer, ambasciatore statunitense in Belgio, riportò al suo governo che un ritorno immediato del re al trono avrebbe "precipitato tutti in serie difficoltà". "Vi sono profonde differenze - continuò Sawyer - anche all'interno della famiglia reale belga così come nei confronti di tutta l'Europa: ho ragione di credere che il suo ritorno porterebbe la minoranza di lingua francese della Vallonia a chiedere l'indipendenza o l'annessione alla Francia".
Leopoldo e la sua famiglia vennero liberati dai membri dell'United States 106th Cavalry Group all'inizio del maggio del 1945 ma proprio a causa della sua condotta durante la guerra, il re e la sua famiglia non furono in grado di fare subito ritorno in Belgio e dovettero trascorrere i sei anni successivi in esilio a Pregny-Chambésy presso Ginevra, in Svizzera.
Venne istituita pertanto una reggenza guidata dal principe Carlo Teodoro, fratello minore di Leopoldo, che formò un nuovo governo a partire dal 1945.
In Belgio la popolazione stava scioperando in massa per protestare contro il ritorno del re al potere e lo status di confusione perdurò sino al 1950 quando un referendum popolare autorizzò il suo rientro.

### Difficile rientro, abdicazione e ultimi anni

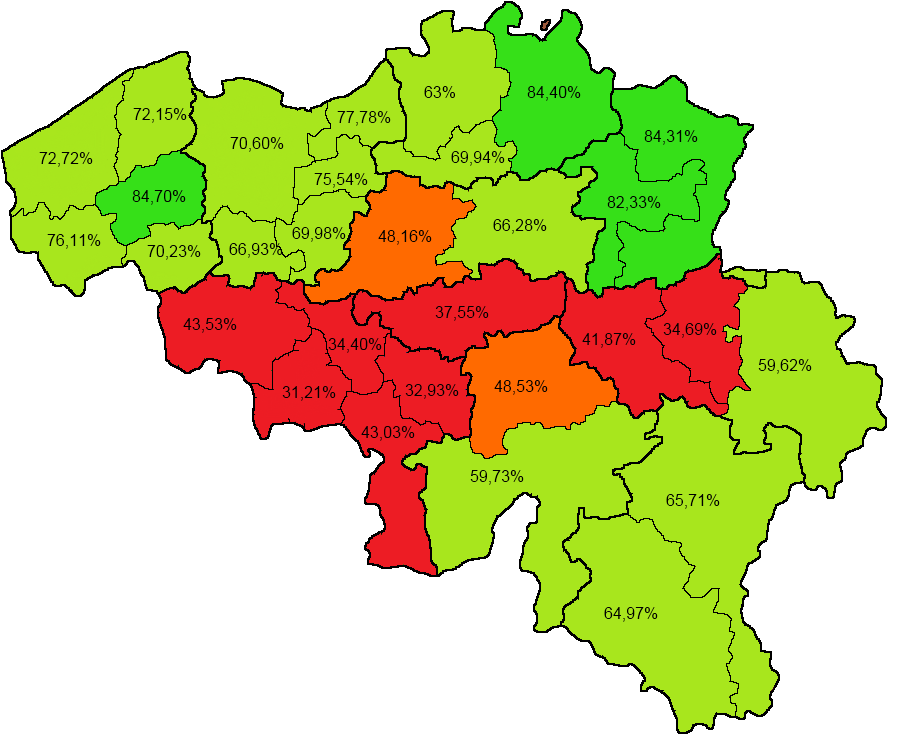
Mappa che mostra la percentuale dei voti favorevoli al rientro di Leopoldo III in Belgio nel 1950. Le aree sono suddivise per regioni di voto. In rosso sono indicate le regioni in cui il re ottenne meno voti favorevoli e in verde scuro quelle ove ne ottenne di più

Il referendum che nel 1950 aveva permesso a Leopoldo di rientrare in Belgio con il 57% dei voti dei suoi sudditi, non placò le rivolte popolari che continuarono per quasi un anno. La "Questione" (come venne denominato l'esilio di Leopoldo III) si risolse solo il 16 luglio 1951 con l'abdicazione del Re in favore del figlio Baldovino, che salì al trono con il nome di Baldovino I. Per quanto apparve come una cessione volontaria, anche l'abdicazione di Leopoldo fu indubbiamente un atto indotto dal primo ministro di allora Jean Duvieusart che si trovava a dover gestire un paese sempre più funestato da rivolte e dalla presenza di un "re scomodo".
Leopoldo, pur cedendo la corona, influenzò il regno di Baldovino I fino al matrimonio di quest'ultimo con la contessa Fabiola de Mora y Aragón, avvenuto nel 1960.
In seguito Leopoldo si ritirò a vita privata nel suo castello di Argenteuil, dedicandosi prevalentemente ai suoi studi di antropologia e ricerca scientifica sul campo, compiendo viaggi di esplorazione in zone tropicali del Venezuela, del Brasile e del Congo, fondando nel 1972 il Fonds Roi Léopold III pour l'exploration et la conservation de la nature con l'intento di realizzare un'organizzazione che tutelasse la flora e la fauna internazionale e promuovesse l'esplorazione e lo studio del mondo "coloniale". Durante questi anni, la sua condotta non mancò di far discutere dal momento che, durante un viaggio in Senegal, criticò fortemente il processo di decolonizzazione avviato dalla Francia nei confronti del suo impero coloniale. Esplorò tra gli altri luoghi gran parte del fiume Orinoco e dell'Amazzonia in compagnia dell'esploratore Heinrich Harrer e nel 1964 giunse sul Mato Grosso in Brasile ove ebbe un incontro col capo tribù Raoni Metuktire.

### Morte
Leopoldo morì alla clinica universitaria di Woluwe-Saint-Lambert nella notte tra il 24 e il 25 settembre 1983 e venne sepolto a fianco della regina Astrid (alla quale poi si aggiunse anche la Principessa de Réthy) nella Cripta reale della chiesa di Nostra Signora di Laeken.

## Discendenza
A Stoccolma il 4 novembre 1926, sposò la principessa Astrid di Svezia, nipote del re Gustavo V di Svezia. Ebbero una figlia e due figli:
- Giuseppina Carlotta, principessa del Belgio (Bruxelles, 11 ottobre 1927 - Fischbach, 10 gennaio 2005); sposò nel 1953 il principe Giovanni di Lussemburgo ed ebbero figli.
- Baldovino, duca di Brabante, conte di Hainaut e principe del Belgio (Stuyvenberg, 7 settembre 1930 - Motril, 31 luglio 1993); sposò nel 1960 Fabiola de Mora y Aragón, senza figli.
- Alberto, principe di Liegi e principe del Belgio, (Stuyvenberg, 6 giugno 1934); sposò nel 1959 Paola Ruffo di Calabria ed ebbero figli.

Dopo la morte della prima moglie Astrid, vittima di un incidente stradale il 29 agosto 1935 presso Küssnacht in Svizzera, Leopoldo si sposò una seconda volta l'11 settembre 1941 con Mary Lilian Baels, nominata in seguito Principessa di Réthy, nata a Londra e figlia di un commerciante di prodotti ittici belga Henri Baëls e di Anne Marie de Visscher. Da lei Leopoldo ebbe altri tre figli, che non hanno però diritto di successione al trono belga:
- Alessandro, principe del Belgio (Bruxelles, 18 luglio 1942 - Sint-Genesius-Rode, 29 novembre 2009); sposò nel 1991 Léa Wolman (1951).
- Maria Cristina, principessa del Belgio (Bruxelles, 6 febbraio 1951); sposò prima Paul Druckere nel 1981, poi Jean-Paul Gourges nel 1989.
- Maria Esmeralda, principessa del Belgio e Lady Moncada (Bruxelles, 30 settembre 1956); sposò nel 1998 sir Salvador Moncada. È giornalista sotto il nome di Esmeralda de Réthy.

## Ascendenza
|                                   |                                  |                                           | Genitori                                    |  |  | Nonni |  |  | Bisnonni              |  |  | Trisnonni                                       |  |
|                                   |                                  |                                           |                                             |  |  |       |  |  | Leopoldo I del Belgio |  |  | Francesco Federico di Sassonia-Coburgo-Saalfeld |  |
|                                   |                                  |                                           |                                             |  |  |       |  |  | Leopoldo I del Belgio |  |  | Francesco Federico di Sassonia-Coburgo-Saalfeld |  |
|                                   |                                  | Augusta di Reuss-Ebersdorf                |                                             |  |  |       |  |  | Leopoldo I del Belgio |  |  |                                                 |  |
| Filippo del Belgio                |                                  |                                           |                                             |  |  |       |  |  | Leopoldo I del Belgio |  |  |                                                 |  |
|                                   |                                  | Luisa d'Orléans                           | Luigi Filippo di Francia                    |  |  |       |  |  |                       |  |  |                                                 |  |
|                                   |                                  | Luisa d'Orléans                           | Luigi Filippo di Francia                    |  |  |       |  |  |                       |  |  |                                                 |  |
|                                   |                                  | Luisa d'Orléans                           | Maria Amalia di Borbone-Due Sicilie         |  |  |       |  |  |                       |  |  |                                                 |  |
| Alberto I del Belgio              |                                  | Luisa d'Orléans                           |                                             |  |  |       |  |  |                       |  |  |                                                 |  |
|                                   |                                  | Carlo Antonio di Hohenzollern-Sigmaringen | Carlo di Hohenzollern-Sigmaringen           |  |  |       |  |  |                       |  |  |                                                 |  |
|                                   |                                  | Carlo Antonio di Hohenzollern-Sigmaringen | Carlo di Hohenzollern-Sigmaringen           |  |  |       |  |  |                       |  |  |                                                 |  |
|                                   |                                  | Carlo Antonio di Hohenzollern-Sigmaringen | Maria Antonietta Murat                      |  |  |       |  |  |                       |  |  |                                                 |  |
| Maria di Hohenzollern-Sigmaringen |                                  | Carlo Antonio di Hohenzollern-Sigmaringen |                                             |  |  |       |  |  |                       |  |  |                                                 |  |
|                                   |                                  | Giuseppina di Baden                       | Carlo II di Baden                           |  |  |       |  |  |                       |  |  |                                                 |  |
|                                   |                                  | Giuseppina di Baden                       | Carlo II di Baden                           |  |  |       |  |  |                       |  |  |                                                 |  |
|                                   |                                  | Giuseppina di Baden                       | Stefania di Beauharnais                     |  |  |       |  |  |                       |  |  |                                                 |  |
| Leopoldo III del Belgio           |                                  | Giuseppina di Baden                       |                                             |  |  |       |  |  |                       |  |  |                                                 |  |
|                                   | Massimiliano Giuseppe di Baviera | Pio Augusto in Baviera                    |                                             |  |  |       |  |  |                       |  |  |                                                 |  |
|                                   | Massimiliano Giuseppe di Baviera | Pio Augusto in Baviera                    |                                             |  |  |       |  |  |                       |  |  |                                                 |  |
|                                   | Massimiliano Giuseppe di Baviera | Amalia Luisa di Arenberg                  |                                             |  |  |       |  |  |                       |  |  |                                                 |  |
| Carlo Teodoro in Baviera          | Massimiliano Giuseppe di Baviera |                                           |                                             |  |  |       |  |  |                       |  |  |                                                 |  |
|                                   |                                  | Ludovica di Baviera                       | Massimiliano I Giuseppe di Baviera          |  |  |       |  |  |                       |  |  |                                                 |  |
|                                   |                                  | Ludovica di Baviera                       | Massimiliano I Giuseppe di Baviera          |  |  |       |  |  |                       |  |  |                                                 |  |
|                                   |                                  | Ludovica di Baviera                       | Carolina di Baden                           |  |  |       |  |  |                       |  |  |                                                 |  |
| Elisabetta di Baviera             |                                  | Ludovica di Baviera                       |                                             |  |  |       |  |  |                       |  |  |                                                 |  |
|                                   |                                  | Michele del Portogallo                    | Giovanni VI del Portogallo                  |  |  |       |  |  |                       |  |  |                                                 |  |
|                                   |                                  | Michele del Portogallo                    | Giovanni VI del Portogallo                  |  |  |       |  |  |                       |  |  |                                                 |  |
|                                   |                                  | Michele del Portogallo                    | Carlotta Gioacchina di Borbone-Spagna       |  |  |       |  |  |                       |  |  |                                                 |  |
| Maria José di Braganza            |                                  | Michele del Portogallo                    |                                             |  |  |       |  |  |                       |  |  |                                                 |  |
|                                   |                                  | Adelaide di Löwenstein-Wertheim-Rosenberg | Costantino di Löwenstein-Wertheim-Rosenberg |  |  |       |  |  |                       |  |  |                                                 |  |
|                                   |                                  | Adelaide di Löwenstein-Wertheim-Rosenberg | Costantino di Löwenstein-Wertheim-Rosenberg |  |  |       |  |  |                       |  |  |                                                 |  |
|                                   |                                  | Adelaide di Löwenstein-Wertheim-Rosenberg | Agnese di Hohenlohe-Langenburg              |  |  |       |  |  |                       |  |  |                                                 |  |
|                                   |                                  | Adelaide di Löwenstein-Wertheim-Rosenberg |                                             |  |  |       |  |  |                       |  |  |                                                 |  |

### Ascendenza patrilineare
1. Dedi di Hassegau (?)
2. Teodorico I di Liesgau (+ 976)
3. Dedi I (+ 1009), conte di Merseburgo
4. Teodorico II di Wettin (989 ca.-1034), margravio della Bassa Lusazia
5. Thimo di Wettin, (1010 circa-1090/1091 o 1100 circa) conte di Wettin e Brehna
6. Corrado il Grande (1097 circa-1157), margravio di Meißen
7. Ottone II di Meißen (1125-1190), margravio di Meißen
8. Teodorico I di Meißen (1162-1221), margravio di Meißen
9. Enrico III di Meißen (1218-1288), margravio di Meißen e langravio di Turingia
10. Alberto II di Meißen (1240-1314), margravio di Meißen, langravio di Turingia e conte palatino di Sassonia
11. Federico I di Meißen (1257-1323), margravio di Meißen e langravio di Turingia
12. Federico II di Meißen (1310-1349), margravio di Meißen
13. Federico III di Meißen (1332-1381), langravio di Turingia e margravio di Meißen
14. Federico I di Sassonia (1370-1428), marchese di Meißen, langravio di Turingia e principe elettore di Sassonia
15. Federico II di Sassonia (1412-1464), principe elettore di Sassonia, marchese di Meißen e conte di Turingia
16. Ernesto di Sassonia (1441-1486), principe elettore di Sassonia
17. Giovanni di Sassonia (1468-1532), principe elettore di Sassonia
18. Giovanni Federico I, elettore di Sassonia (1503-1554)
19. Giovanni Guglielmo, duca di Sassonia-Weimar (1530 – 1573)
20. Giovanni di Sassonia-Weimar (1570-1605), duca di Sassonia-Weimar e di Jena
21. Ernesto I di Sassonia-Gotha-Altenburg (1601-1675), duca di Sassonia-Gotha e duca di Sassonia-Altenburg
22. Giovanni Ernesto di Sassonia-Coburgo-Saalfeld (1658 – 1729), duca di Sassonia-Coburgo-Saalfeld
23. Francesco Giosea, duca di Sassonia-Coburgo-Saalfeld (1697-1764)
24. Ernesto Federico, duca di Sassonia-Coburgo-Saalfeld (1724-1800)
25. Francesco, duca di Sassonia-Coburgo-Saalfeld (1750-1806)
26. Leopoldo I del Belgio (1790-1865), re del Belgio
27. Filippo del Belgio, conte di Fiandra
28. Alberto I del Belgio (1875-1934), re del Belgio
29. Leopoldo III del Belgio (1901-1983), re del Belgio

## Titoli e trattamento
- 3 novembre 1901 - 23 dicembre 1909: Sua Altezza Reale, il principe Leopoldo del Belgio, principe di Sassonia-Coburgo-Gotha, duca di Sassonia
- 23 dicembre 1909 – 1921: Sua Altezza Reale, il Duca di Brabante, principe del Belgio, principe di Sassonia-Coburgo-Gotha, duca di Sassonia
- 1921– 17 febbraio 1934: Sua Altezza Reale, il Duca di Brabante, principe del Belgio
- 17 febbraio 1934 – 16 luglio 1951: Sua Maestà, il Re dei Belgi, sovrano del Congo
- 16 luglio 1951 – 25 settembre 1983: Sua Maestà, re Leopoldo III del Belgio

### Onorificenze straniere

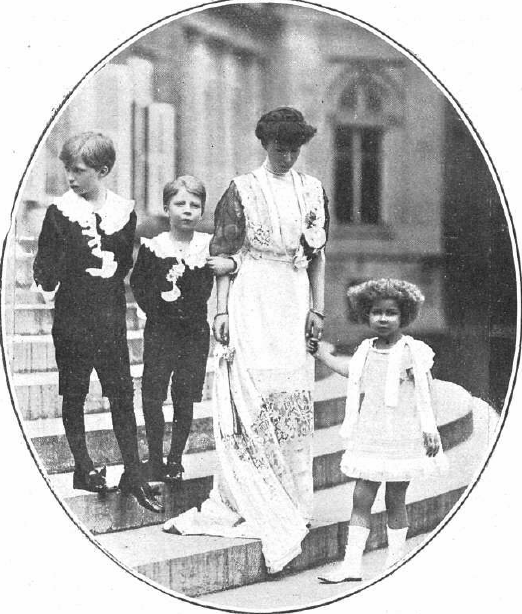
Elisabetta del Belgio con i figli Leopoldo, Carlo Teodoro e Maria José

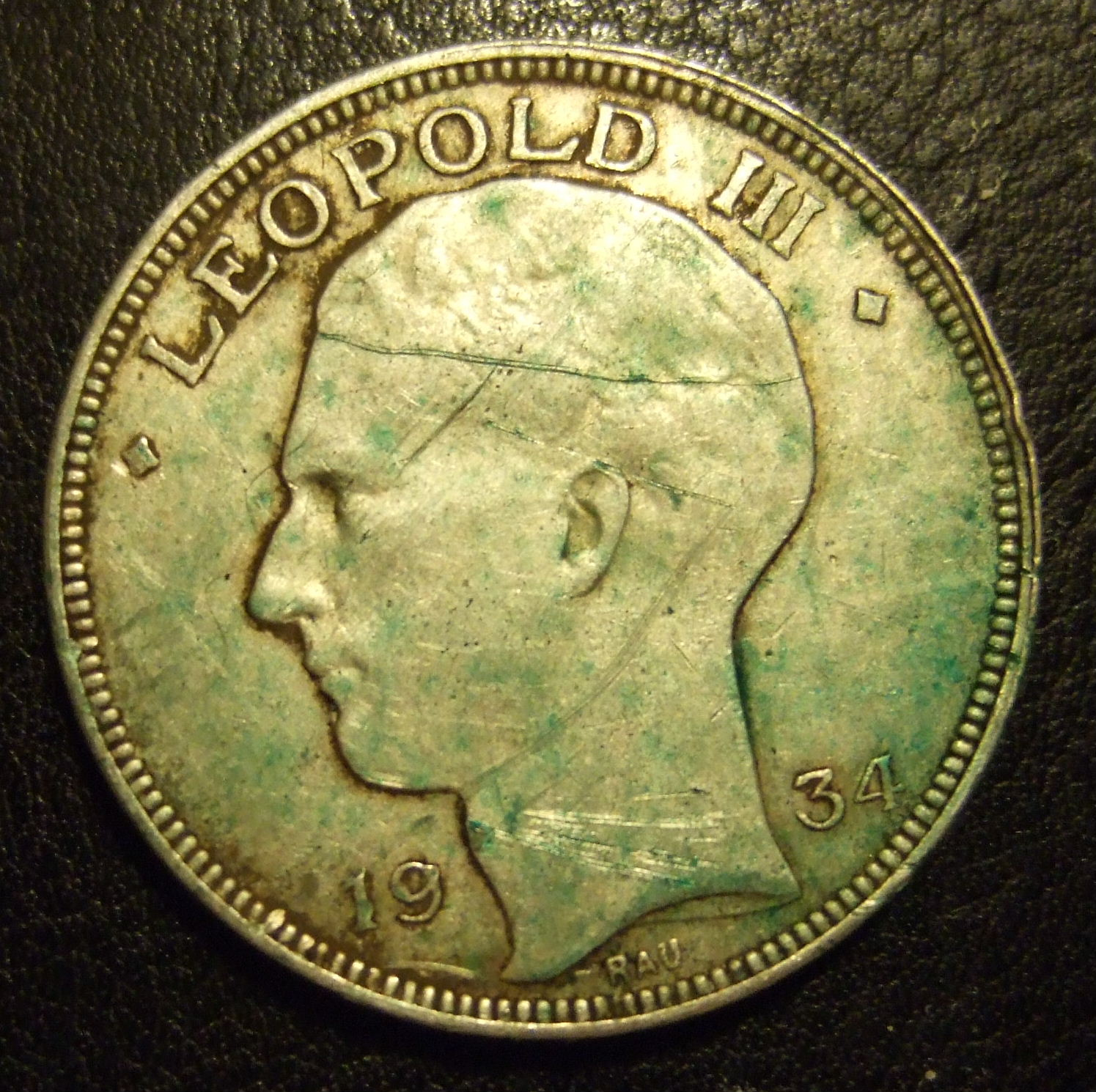
Moneta da 20 franchi di Leopoldo III del Belgio coniata nell'anno della sua incoronazione, nel 1934